# ساحل السواحلي
ساحل السواحلي (باللغة السواحلية: Pwani ya Waswahili) هي منطقة ساحلية تقع في شرق إفريقيا، يحدها المحيط الهندي ويسكنها شعب السواحلي. ويشمل ذلك سفالة (تقع في موزمبيق)؛ ومومباسا، وغدي، وجزيرة باتي، ولامو، وماليندي (في كينيا)؛ ودار السلام (تنزانيا) وجزيرة كلوة (في تنزانيا). بالإضافة إلى ذلك، هناك العديد من الجزر الساحلية المُدرجة في ساحل السواحلي، مثل زنجبار وجزر القمر.
كانت مناطق ما يُعرف اليوم بساحل السواحلي تُعرف تاريخيًا باسم أزانيا أو زينجون في العصر اليوناني الروماني، وباسم زَنج أو زِنج في الأدب الشرق أوسطي والهندي والصيني من القرن السابع إلى القرن الرابع عشر. تعني كلمة "السواحلية" أهل السواحل باللغة العربية وهي مشتقة من كلمة ساحل ("السواحل").
تشكل شعب السواحلي وثقافتهم من مزيج مميز من الأصول الإفريقية والعربية. كان السواحليون تجارًا وباعة واستوعبوا بسهولة التأثيرات من الثقافات الأخرى. تصف الوثائق التاريخية بما في ذلك كتاب الطواف حول البحر الإريثري وأعمال ابن بطوطة المجتمع والثقافة والاقتصاد في ساحل السواحلي في نقاط مختلفة من تاريخه. يتمتع ساحل السواحلي بثقافة وسكان ودين وجغرافية مميزة، ونتيجة لذلك - إلى جانب عوامل أخرى، بما في ذلك العوامل الاقتصادية - شهدت المنطقة انفصالًا متزايدًا في أوائل القرن الحادي والعشرين.

## التاريخ
في فترة ما قبل السواحلية، كانت المنطقة مأهولة بمجتمعات أصغر كانت أنشطتها الاجتماعية والاقتصادية الرئيسية هي الرعي وصيد الأسماك والزراعة المختلطة. في وقت مبكر، ازدهر أولئك الذين يعيشون على ساحل السواحلي بسبب الزراعةالمُعتمدة على هطول الأمطار السنوية المنتظمة وتربية الحيوانات. كان الساحل الضحل مهمًا لأنه يوفر المأكولات البحرية. بدءًا من أوائل الألفية الأولى الميلادية، كانت التجارة بالغة الأهمية. خلقت مصبات الأنهار المغمورة موانئ طبيعية بينما ساعدت الرياح الموسمية السنوية في التجارة. في وقت لاحق من الألفية الأولى، كانت هناك هجرة لشعب البانتو. شاركت المجتمعات المستقرة على طول الساحل في السمات الأثرية واللغوية مع تلك الموجودة في داخل القارة. كشفت البيانات الأثرية عن استخدام رخام كوالي وأوريوي على طول الساحل وداخل الأجزاء الداخلية، مما يدل على أن المنطقتين كانتا تتمتعان بأسلوب حياة مشترك من أواخر العصر الحجري وأوائل العصر الحديدي.
منذ أقدم العصور التي دونت  كان الساحل الإفريقي من البحر الأحمر إلى مسافة غير معروفة جنوبًا خاضعًا لنفوذ وسيطرة العرب. وفي فترة لاحقة، أسس الفرس والعرب مدن الساحل أو غزوها، وكان معظمهم قد فروا إلى شرق إفريقيا بين القرنين الثامن والحادي عشر بسبب الاختلافات الدينية في ذلك الوقت، وكان اللاجئون من المنشقين عن السلطات في مواطنهم. وهكذا نشأت دول صغيرة مختلفة على طول الساحل. يُشار إلى هذه الدول أحيانًا، بشكل جماعي، باسم إمبراطورية الزنج. ومع ذلك، فمن غير المرجح أن تكون قد توحدت تحت حاكم واحد.
وفقًا لبرغر وآخرين، بدأ هذا النمط المشترك من الحياة في التباعد على الأقل حوالي القرن الثالث عشر الميلادي (362). في أعقاب الأنشطة التجارية على طول الساحل، كان التجار العرب يسخرون من غير المسلمين وبعض الممارسات الأفريقية. يُزعم أن هذا الموقف من الازدراء دفع النخب الأفريقية إلى إنكار صلاتها مع الداخل والادعاء بالنسب إلى الشيرازي والتحول إلى الإسلام. أدت التفاعلات التي تلت ذلك إلى تشكيل الثقافة السواحلية الفريدة ودول مدنية، وخاصة تلك التي سهلت التجارة
.

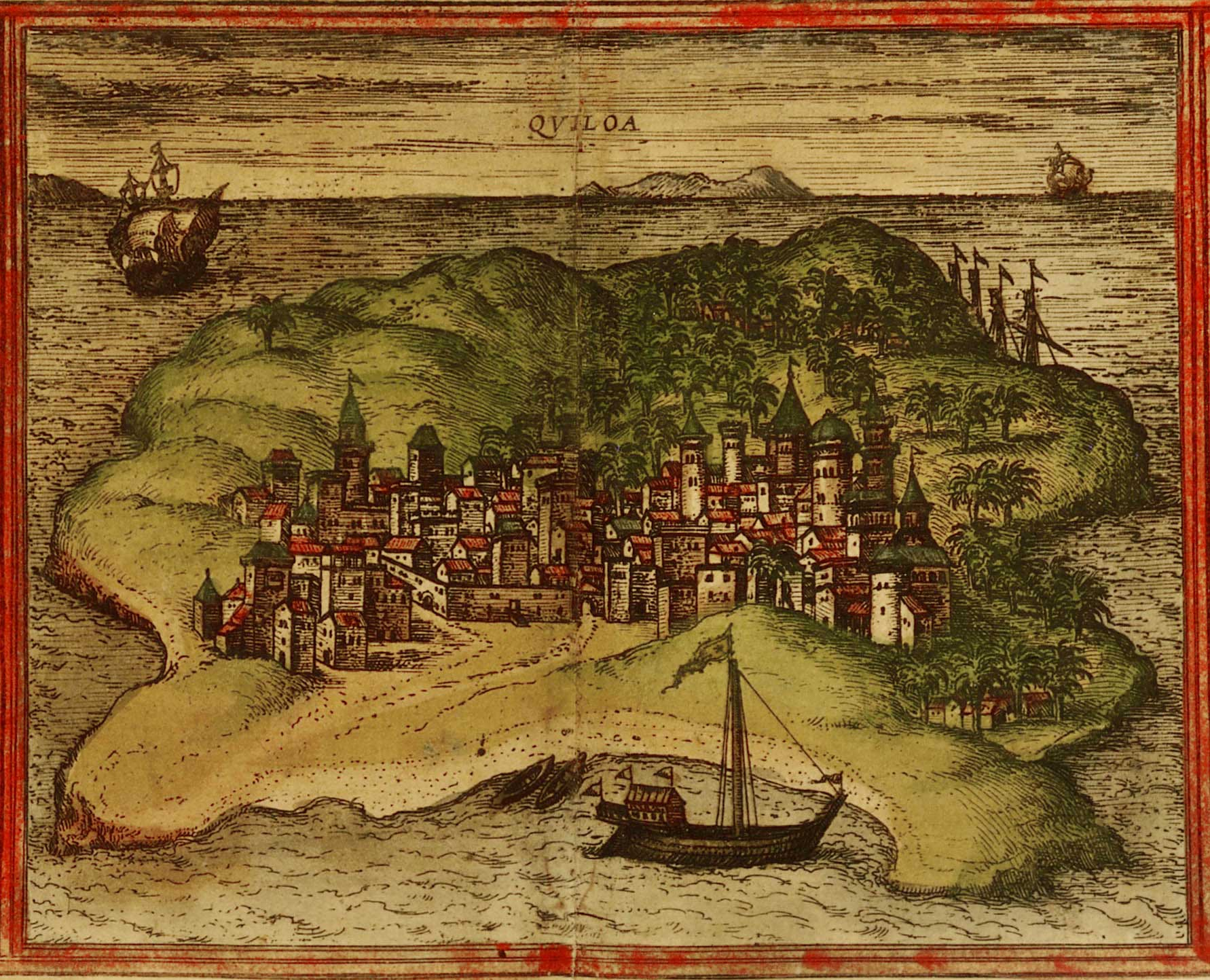
تصوير لمدينة كلوة يعود تاريخه إلى عام 1572 من أطلس Civitates orbis terrarum لجورج براون وفرانس هوجينبيرج.

في ذروة قوتها في القرن الخامس عشر، كانت سلطنة كلوة تمتلك أو تدعي السيادة على مدن البر الرئيسي ماليندي وإنهامبان وسفالة والدول الجزرية مومباسا وبمبا وزنجبار ومافيا وكومورو وموزمبيق (بالإضافة إلى العديد من الأماكن الأصغر).
كانت رحلة فاسكو دا جاما حول رأس الرجاء الصالح إلى المحيط الهندي في عام 1498 بمثابة بداية دخول البرتغاليين إلى عالم التجارة والسياسة والمجتمع في المحيط الهندي. وقد سيطر البرتغاليون على جزيرة موزمبيق ومدينة سفالة الساحلية في أوائل القرن السادس عشر. وبعد أن زار فاسكو دا جاما مومباسا في عام 1498، نجح في الوصول إلى الهند، مما سمح للبرتغاليين بالتجارة مع الشرق الأقصى مباشرة عن طريق البحر، وبالتالي كان ذلك تحدي لشبكات التجارة الأقدم من الطرق البرية والبحرية المختلطة، مثل طرق تجارة التوابل التي استخدمت الخليج العربي والبحر الأحمر والقوافل للوصول إلى شرق البحر الأبيض المتوسط. في البداية، ركز الحكم البرتغالي في شرق إفريقيا بشكل أساسي على شريط ساحلي يقع في مومباسا. وبفضل الرحلات التي قادها فاسكو دا جاما وفرانسيسكو دي ألميدا وأفونسو دي ألبوكيرك، سيطر البرتغاليون على جزء كبير من ساحل جنوب شرق إفريقيا، بما في ذلك سفالة وكلوة، بحلول عام 1515.
تمكن البرتغاليون من انتزاع جزء كبير من التجارة الساحلية من العرب بين عامي 1500 و1700، ولكن مع استيلاء العرب على موطئ قدم البرتغال الرئيسي في حصن يسوع في جزيرة مومباسا (الآن في كينيا) في عام 1698 من قبل الحاكم العماني سيف بن سلطان اليعربي، تراجع البرتغاليون إلى الجنوب
.

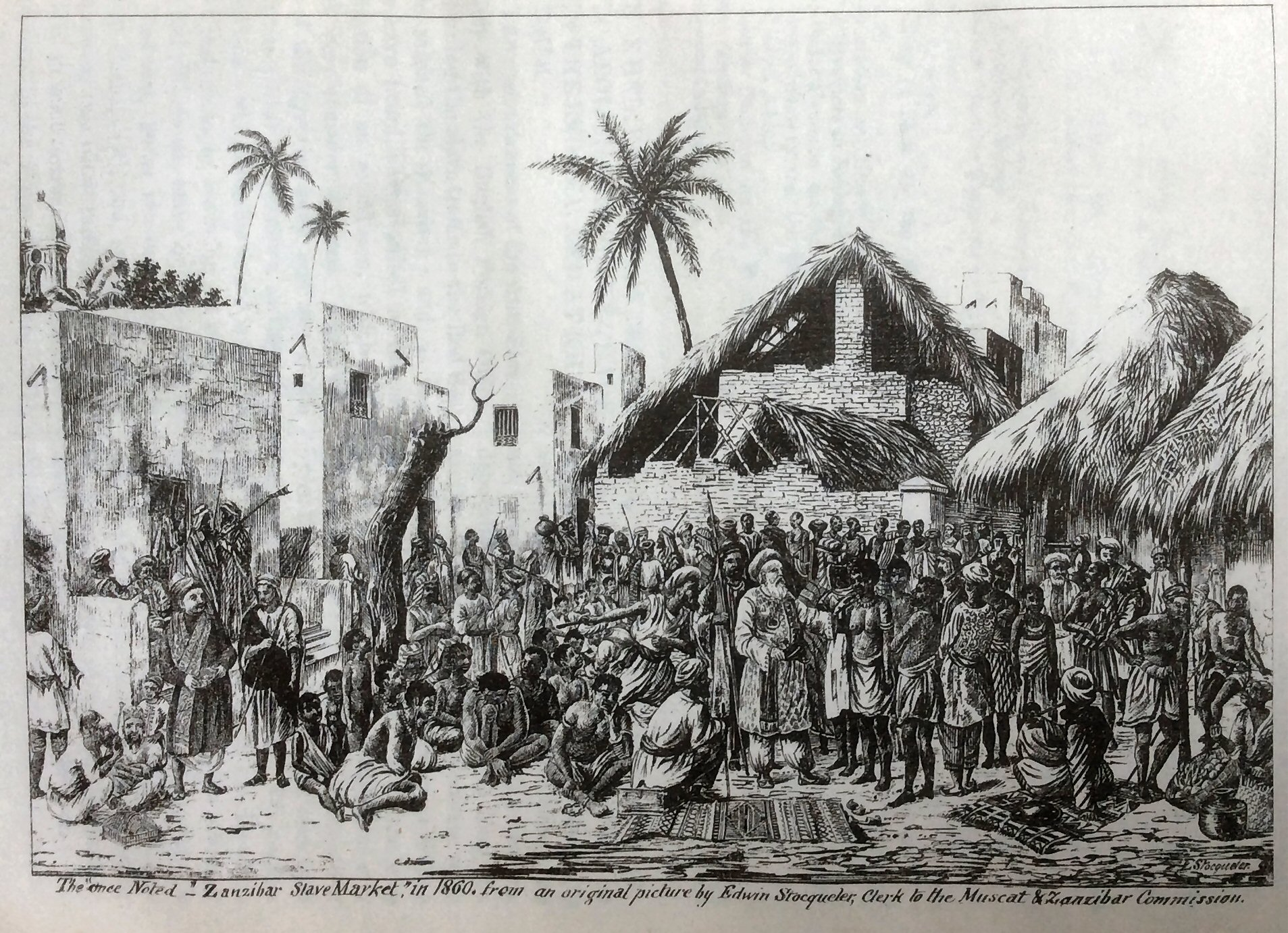
سوق العبيد في زنجبار عام 1860، تصوير إدوين ستوكويلر

نقل الحاكم العماني سعيد بن سلطان (1806-1856) بلاطه من مسقط إلى مدينة زنجبار الحجرية في جزيرة أونغوجا (أي جزيرة زنجبار). وأسس نخبة عربية حاكمة وشجع على تطوير مزارع القرنفل باستخدام عمالة العبيد في الجزيرة. وباعتبارها قوة تجارية إقليمية في القرن التاسع عشر، سيطرت عُمان على جزيرة زنجبار ومنطقة الزنج على ساحل شرق إفريقيا، بما في ذلك مومباسا ودار السلام.

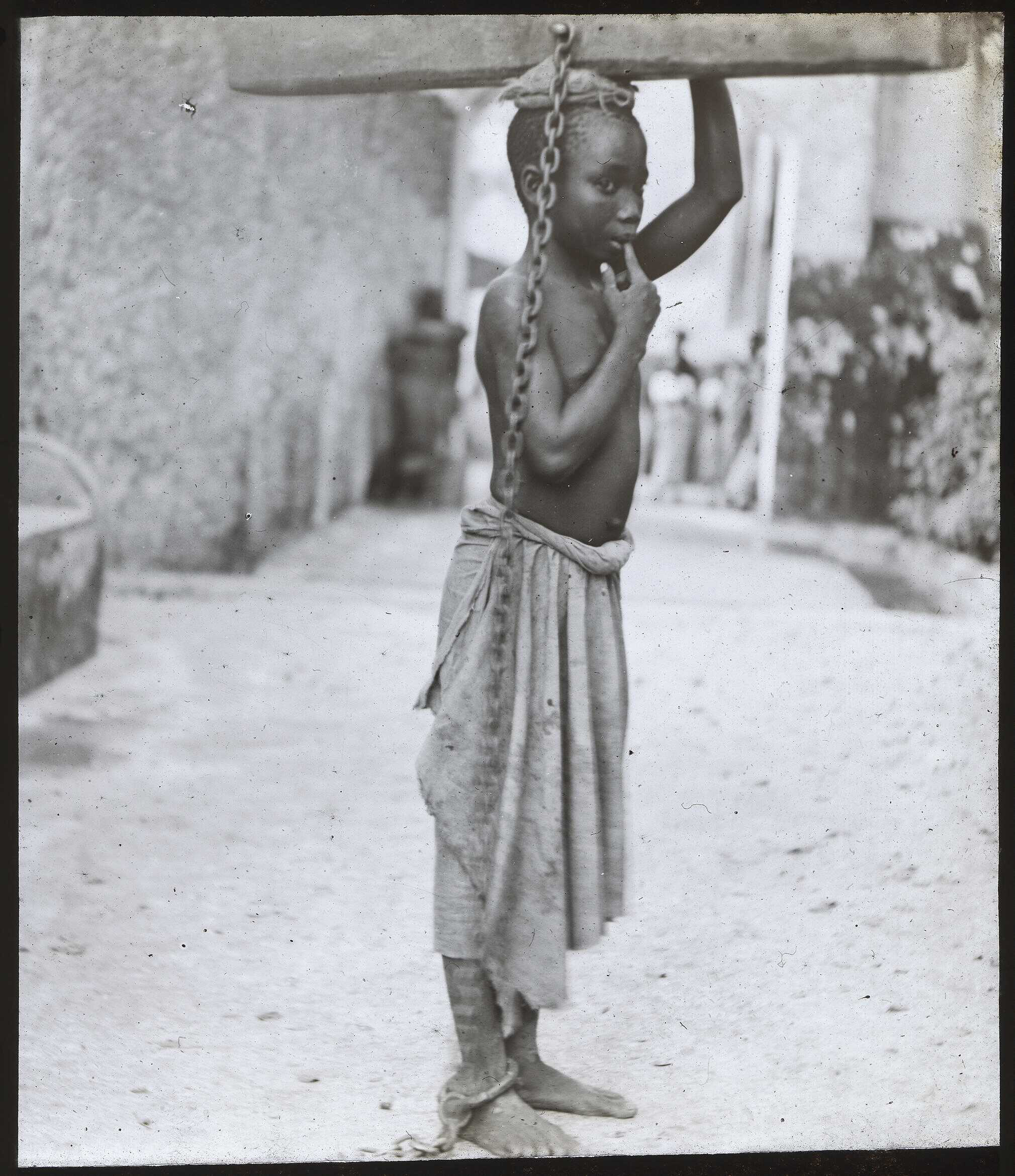
صبي عبد في زنجبار يعاقبه سيده بسبب مخالفة بسيطة. كان وزن الجذع 32 رطلاً، ولم يكن الصبي يستطيع التحرك إلا بحمله على رأسه، حوالي عام 1890

عندما توفي سعيد بن سلطان عام 1856، تنازع أبناؤه على الخلافة. ونتيجة لهذا الصراع، انقسمت الإمبراطورية العُمانية في عام 1861 إلى إمارتين منفصلتين: سلطنة زنجبار وسلطنة مسقط وعمان.
حتى عام 1884، كان سلاطين زنجبار يسيطرون على جزء كبير من ساحل السواحلي المعروف باسم زنجبار. ومع ذلك، في ذلك العام، أجبرت جمعية الاستعمار الألماني الزعماء المحليين في البر الرئيسي على الموافقة على الحماية الألمانية، مما دفع السلطان برغش بن سعيد إلى الاحتجاج. وتزامنًا مع مؤتمر برلين والصراع على إفريقيا، سرعان ما ظهر المزيد من الاهتمام الألماني بالمنطقة في عام 1885 بوصول شركة شرق إفريقيا الألمانية التي أُنشأت حديثًا، والتي كانت مهمتها استعمار المنطقة.
في عام 1886، التقى البريطانيون والألمان سراً وناقشوا أهدافهم في التوسع في منطقة البحيرات العظمى الأفريقية، مع الاتفاق على مناطق النفوذ بالفعل في العام السابق، حيث استولى البريطانيون على ما سيصبح محمية شرق إفريقيا (كينيا الآن) واستولت ألمانيا على تنزانيا الحالية. استأجرت كل من القوتين أراضي ساحلية من زنجبار وأنشأت محطات تجارية ومواقع استيطانية. وعلى مدى السنوات القليلة التالية، أصبحت جميع ممتلكات البر الرئيسي في زنجبار تحت إدارة القوى الإمبراطورية الأوروبية، بدءًا من عام 1888 عندما تولت الشركة الإمبراطورية البريطانية لشرق إفريقيا
إدارة مومباسا.
وفي العام نفسه، حصلت شركة شرق إفريقيا الألمانية على حكم مباشر رسمي على المنطقة الساحلية التي كانت خاضعة للحماية الألمانية سابقًا. وأدى هذا إلى اندلاع انتفاضة أهلية، وهي ثورة أبو شيري، التي قمعتها البحرية الألمانية، وأعلنت نهاية نفوذ زنجبار على البر الرئيسي.
مع توقيع معاهدة هليغولاند-زنجبار بين المملكة المتحدة والإمبراطورية الألمانية في عام 1890، أصبحت زنجبار نفسها محمية بريطانية. في أغسطس 1896، بعد وفاة السلطان حمد بن ثويني، خاضت بريطانيا وزنجبار حربًا استمرت 38 دقيقة، وهي الأقصر في التاريخ المسجل. حدث صراع على الخلافة عندما استولى ابن عم السلطان خالد بن برغش على السلطة. أراد البريطانيون بدلاً من ذلك أن يصبح حمود بن محمد سلطانًا، معتقدين أنه سيكون من الأسهل التعامل معه. أعطى البريطانيون خالد ساعة لإخلاء قصر السلطة في مدينة زنجبار الحجرية. وجمع خالد بن برغش جيشًا مؤلف من 2800 رجل لمحاربة البريطانيين. شن البريطانيون هجومًا على القصر والمواقع الأخرى حول المدينة وبعد ذلك تراجع خالد وذهب إلى المنفى. ثم نُصّب حمود سلميًا سلطانًا.
في عام 1886، شجعت الحكومة البريطانية ويليام ماكينون، الذي كان لديه بالفعل اتفاق مع السلطان وكانت شركته للشحن تتاجر على نطاق واسع في البحيرات العظمى الإفريقية، على زيادة النفوذ البريطاني في المنطقة. وقد شكل جمعية شرق إفريقيا البريطانية التي أدت إلى إصدار ميثاق الشركة الإمبراطورية البريطانية لشرق إفريقيا في عام 1888 وأُعطيت منحة (ملكية موهوبة) أصلية لإدارة المنطقة. وقد أدارت الشركة حوالي 240 كم (150 ميلاً) من الساحل الممتد من نهر جوبا عبر مومباسا إلى شرق إفريقيا الألمانية والتي أُستأجرت من السلطان. ومع ذلك، فشلت الشركة  في إدارتها، وفي 1 يوليو 1895 أعلنت الحكومة البريطانية أن شرق فريقيا أصبحت محمية لها، ونُقلت إدارتها إلى وزارة الخارجية.
في عام 1891، وبعد أن اتضح أن شركة شرق إفريقيا الألمانية لا تستطيع التعامل مع ممتلكاتها، بيعت الشركة للحكومة الألمانية، التي بدأت تحكم شرق إفريقيا الألمانية بشكل مباشر. وخلال الحرب العالمية الأولى، احتلت قوات من الإمبراطورية البريطانية والكونغو البلجيكية شرق إفريقيا الألمانية تدريجيًا خلال حملة على شرق إفريقيا، على الرغم من استمرار المقاومة الألمانية حتى عام 1918. وبعد ذلك، قامت عصبة الأمم بإضفاء الطابع الرسمي على سيطرة المملكة المتحدة على المنطقة، وأعادت تسميتها "تنجانيقا". واحتفظت المملكة المتحدة بتنجانيقا باعتبارها منطقة انتداب من عصبة الأمم حتى نهاية الحرب العالمية الثانية، وبعد ذلك وضع الإقليم تحت وصاية الأمم المتحدة.
في 23 يوليو 1920، ضُمت المناطق الداخلية من محمية شرق إفريقيا باعتبارها ممتلكات بريطانية بموجب أمر صادر عن مجلس الوزراء. وبذلك شُكل ذلك الجزء من المحمية السابقة كمستعمرة كينيا ومنذ ذلك الوقت، لم يعد سلطان زنجبار يتمتع بالسيادة على تلك المنطقة. وظل الشريط الساحلي المتبقي بعرض 16 كم (10 أميال) (سوى ويتو) محمية بموجب اتفاق مع سلطان زنجبار. شُكل هذا الشريط الساحلي، الذي ظل تحت سيادة سلطان زنجبار، كمحمية كينيا في عام 1920.
في عام 1961، حصلت تنجانيقا على استقلالها عن المملكة المتحدة تحت اسم تنجانيقا، وانضمت إلى الكومنولث. وأصبحت جمهورية بعد عام واحد.
انتهت مستعمرة كينيا في عام 1963 عندما انتُخبت حكومة ذات أغلبية عرقية كينية لأول مرة وأعلن في النهاية الاستقلال.
في 10 ديسمبر 1963، أنهت المملكة المتحدة الحماية التي كانت قائمة على زنجبار منذ عام 1890. لم تمنح المملكة المتحدة زنجبار الاستقلال، لأن المملكة المتحدة لم يكن لها سيادة على زنجبار. بدلاً من ذلك، بموجب قانون زنجبار لعام 1963 للمملكة المتحدة، أنهت المملكة المتحدة الحماية ووضعت أحكامًا للحكم الذاتي الكامل في زنجبار كدولة مستقلة داخل الكومنولث. بعد إلغاء الحماية، أصبحت زنجبار ملكية دستورية داخل الكومنولث تحت حكم السلطان. أطيح بالسلطان جمشيد بن عبد الله بعد شهر من اندلاع ثورة زنجبار. فر جمشيد إلى المنفى، وحلت جمهورية زنجبار الشعبية محل السلطنة. في أبريل 1964، انتهى وجود هذه الجمهورية الاشتراكية باتحادها مع تنجانيقا لتشكيل جمهورية تنجانيقا وزنجبار المتحدة، والتي أصبحت تُعرف باسم تنزانيا بعد ستة أشهر.

### التجارة في المحيط الهندي

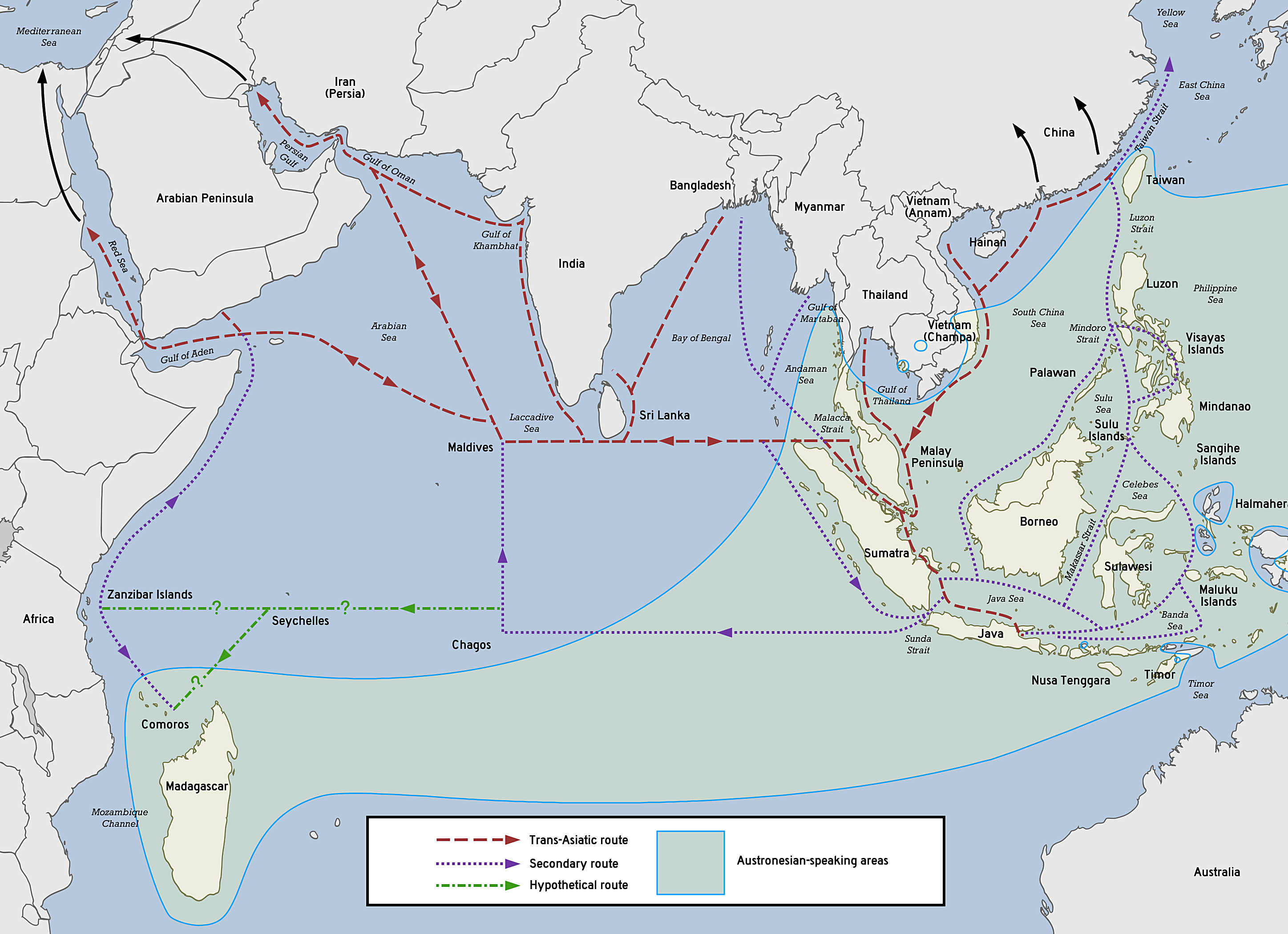
خريطة التجارة في المحيط الهندي

بدأت التجارة على طول ساحل شرق إفريقيا في وقت مبكر من القرن الأول الميلادي. بنى مزارعو البانتو، الذين يُعتبرون المستوطنين الأوائل في المنطقة، مجتمعات على طول الساحل. بدأ هؤلاء المزارعون في النهاية في التجارة مع التجار من جنوب شرق آسيا وجنوب شبه الجزيرة العربية وأحيانًا مع روما واليونان (برغر وآخرون 362). يمكن أن يُعزى صعود الدول المدنة لساحل السواحلي إلى حد كبير إلى المشاركة الواسعة للمنطقة في شبكة تجارية امتدت عبر المحيط الهندي. شُبهت شبكة التجارة في المحيط الهندي بشبكة طريق الحرير، حيث ترتبط العديد من الوجهات من خلال التجارة. وقد زُعم أن شبكة التجارة في المحيط الهندي ربطت بالفعل عددًا أكبر من الناس مقارنة بطريق الحرير. كان ساحل السواحلي يصدر إلى حد كبير المنتجات الخام مثل الأخشاب والعاج وجلود الحيوانات والتوابل والذهب. استوردت المنتجات الجاهزة من أماكن بعيدة مثل شرق آسيا مثل الحرير والخزف من الصين والتوابل والقطن من الهند والفلفل الأسود من سريلانكا. تشمل بعض الواردات الأخرى الواردة من آسيا وأوروبا القطن والحرير والصوف والخرز الزجاجي والأحجار والأسلاك المعدنية والمجوهرات وخشب الصندل ومستحضرات التجميل والعطور والكحل والأرز والتوابل والقهوة والشاي والأطعمة والمُنكهات وخشب الساج والحديد والنحاس الأصفر وقماش الأشرعة والفخار والخزف والفضة والنحاس والزجاج والورق والدهانات والحبر والخشب المنقوش والكتب والصناديق المنقوشة والأسلحة والذخيرة والبارود والسيوف والخناجر والذهب والفضة والنحاس والبرونز والمتخصصين الدينيين والحرفيين. تشمل الأماكن الأخرى التي كانت تتاجر مع ساحل السواحلي مصر واليونان وروما وآشور وسومر وفينيقيا والجزيرة العربية والصومال وبلاد فارس. انخفضت التجارة في المنطقة خلال فترة السلام المغولي بسبب انخفاض تكلفة التجارة البرية خلال تلك الفترة، ومع ذلك، وفرت التجارة عن طريق السفن ميزة أن البضائع التي تُنقل عليها كانت بكميات كبيرة، مما يعني أنها يمكن أن تكون متاحة للسوق الشامل. كانت العديد من المجموعات العرقية المختلفة منخرطة في شبكة التجارة في المحيط الهندي، ومع ذلك، وخاصة في الجزء الغربي من المحيط الهندي، بما في ذلك ساحل السواحلي، هيمن التجار المسلمون على التجارة بسبب قدرتهم على تمويل بناء السفن. حملت الرياح الموسمية السنوية السفن من ساحل السواحلي إلى شرق المحيط الهندي ذهابًا وإيابًا. كانت هذه الرياح الموسمية بمثابة المحفز للتجارة في المنطقة لأنها قللت من المخاطر المرتبطة بالإبحار وجعلتها متوقعة. كانت الرياح الموسمية أقل قوة وموثوقية كلما سافر المرء جنوبًا على طول ساحل إفريقيا مما أدى إلى أن تكون المستوطنات أصغر وأقل تواترًا نحو الجنوب. شُجعت التجارة بشكل أكبر من خلال اختراع الأشرعة اللاتينية التي سمحت للتجار بالسفر بعيدًا عن الرياح الموسمية. تشمل الأدلة على تجارة المحيط الهندي وجود شظايا فخارية في المواقع الأثرية الساحلية التي يمكن إرجاعها إلى الصين والهند.

### تجارة الرقيق
وقد قُدِّر أنه بين عامي 1450 و1900 ميلادي، بيع ما يصل إلى 17 مليون شخص بوصفهم عبيد من أوروبا وإفريقيا وآسيا ونقلهم تجار الرقيق الآسيويون عبر البحر الأبيض المتوسط وطريق الحرير والمحيط الهندي والبحر الأحمر والصحراء الكبرى إلى أماكن بعيدة. ربما جاء ما يصل إلى 5 ملايين من هؤلاء من إفريقيا، على الرغم من أن معظمهم ربما كانوا من غرب إفريقيا وليس شرق إفريقيا. قبل القرن الثامن عشر، كانت تجارة الرقيق على ساحل شرق إفريقيا بسيطة إلى حد ما. كان النساء والأطفال مفضلين لأن الأدوار الرئيسية للأشخاص المستعبدين في العالم الآسيوي كانت للخدم منزليين والمحظيات. كان معظم المستعبدين يتم استيعابهم في الأسر السواحلية. يولدون أطفال المحظيات المستعبدات  أحرارًا في سلالة والدهم دون تمييز وكان العتق عملاً شائعًا من أعمال التقوى للمسلمين المسنين. اندلعت سلسلة من ثورات العبيد بين عامي 869 و883 م في البصرة، وهي مدينة تقع في العراق الحالي، والتي يشار إليها باسم ثورة الزنج. ومن المرجح أن يكون العبيد الزنج قد نُقلوا من المناطق الجنوبية في شرق إفريقيا. وازدادت الثورة إلى أكثر من 500000 عبد ورجل حر أيضًا، والذين استُخدموا في أعمال زراعية شاقة. كانت ثورة الزنج حرب عصابات شنها العبيد ضد العباسيين. واستمرت هذه الثورة 14 عامًا. وكان العبيد الذين بلغ عددهم 15000 يغزون المدن ويطلقون سراح العبيد ويستولون على الأسلحة والأقوات. وقد أدت هذه الثورات إلى زعزعة قبضة العباسيين على العبيد بشكل كبير. وخلال الثورة، استولى العبيد، تحت قيادة علي بن محمد، على البصرة وهددوا حتى بمداهمة العاصمة بغداد. كانت الغالبية العظمى من المتمردين العبيد من الأفارقة السود، وكانت ثورات الزنج في القرن التاسع في العراق من أفضل الأدلة على بيع عدد كبير من الناس كعبيد من شرق إفريقيا. ونتيجة لهذه الانتفاضة، تخلت الخلافة العباسية إلى حد كبير عن استيراد العبيد على نطاق واسع من شرق إفريقيا.

### النقود المعدنية
على ساحل السواحلي، يمكن ربط سك النقود المعدنية بزيادة التجارة في المحيط الهندي. تشترك أقدم العملات المعدنية في العديد من أوجه التشابه مع العملات المعدنية من السند. يقدر البعض أن العملات المعدنية سُكت على ساحل السواحلي في وقت مبكر من منتصف القرن التاسع حتى نهاية القرن الخامس عشر الميلادي. جاء سك العملات المعدنية متأخرًا نسبيًا في هذه المنطقة حيث بدأت العديد من الثقافات الأخرى في سك العملات المعدنية قبل عدة قرون. هناك سجلات أثرية للعملات الأجنبية المستخدمة في المنطقة ولكن نُقب عن عدد قليل من العملات المعدنية ذات الأصل الأجنبي. في السابق، كان يُعتقد أن العملات المعدنية من ساحل السواحلي كانت من أصل فارسي، ولكن الآن من المعترف به أن هذه النقود في الواقع عملات معدنية محلية. العملات المعدنية الموجودة على الساحل تحتوي فقط على نقوش باللغة العربية، وليس السواحلية. يمكن تصنيف العملات المعدنية من هذه المنطقة إلى خمس فئات: فضة شانغا، وفضة تنزانيا، ونحاس كلوة، وذهب كلوة، ونحاس زنجبار. لا توجد الفضة محليًا على ساحل السواحلي، لذلك كان لا بد من استيرادها.

## الجزر الساحلية
توجد العديد من الجزر القريبة من ساحل السواحلي بما في ذلك زنجبار وكلوة ومافيا ولامو بالإضافة إلى جزر القمر البعيدة التي تعتبر أحيانًا جزءًا من ساحل السواحلي. أصبحت العديد من هذه الجزر قوية جدًا من خلال التجارة بما في ذلك زنجبار وكلوة. قبل أن تصبح هذه الجزر مراكز تجارية، من المحتمل أن الموارد المحلية الوفيرة كانت مهمة جدًا لسكان الجزر. تشمل هذه الموارد أشجار الأيكة الساحلية وصيد الأسماك والقشريات. كانت أشجار الأيكة الساحلية مهمة لأنها توفر الخشب لصناعة القوارب. ومع ذلك، تكشف الحفريات الأثرية أن ثقافة الشعب السواحلي الذي يعيش على هذه الجزر كان قد تكيف مع التجارة ومحيطها البحري في وقت مبكر جدًا.

### كلوة
على الرغم من أن كلوة اليوم في حالة خراب، إلا أنها كانت تاريخيًا واحدة من أقوى الدول المدنية على ساحل السواحلي. كان الذهب أحد الصادرات الرئيسية على طول ساحل السواحلي وفي القرن الثالث عشر سيطرت مدينة كلوة على تجارة الذهب من بنادر في الصومال الحديثة. بحلول منتصف القرن الرابع عشر، تمكن سلطان كلوة من تأكيد سلطته على العديد من الدول المدنية الأخرى. فرضت كلوة رسومًا جمركية على الذهب الذي يُشحن من الشمال من زيمبابوي إلى ميناء كلوة. في حصن كلوة العظيم، أو حصن حسني، توجد أدلة على وجود حدائق ومسبح وأنشطة تجارية. كان الحصن بمثابة قصر ومنطقة لتخزين السلع التجارية وبناه السلطان الحسن بن سليمان. يتكون الحصن من فناء عام ومنطقة خاصة. وبسبب الهندسة المعمارية المعقدة الموجودة في كلوة، وصف ابن بطوطة، المستكشف المغربي، البلدة بأنها "واحدة من أجمل المدن في العالم". وعلى الرغم من أن كلوة كانت تتاجر منذ قرون، إلا أن ثروة المدينة وسيطرتها على تجارة الذهب جذبت البرتغاليين الذين كانوا يبحثون عن الذهب. وخلال فترة الاحتلال البرتغالي، توقفت التجارة خاصةً في كلوة.

### زنجبار

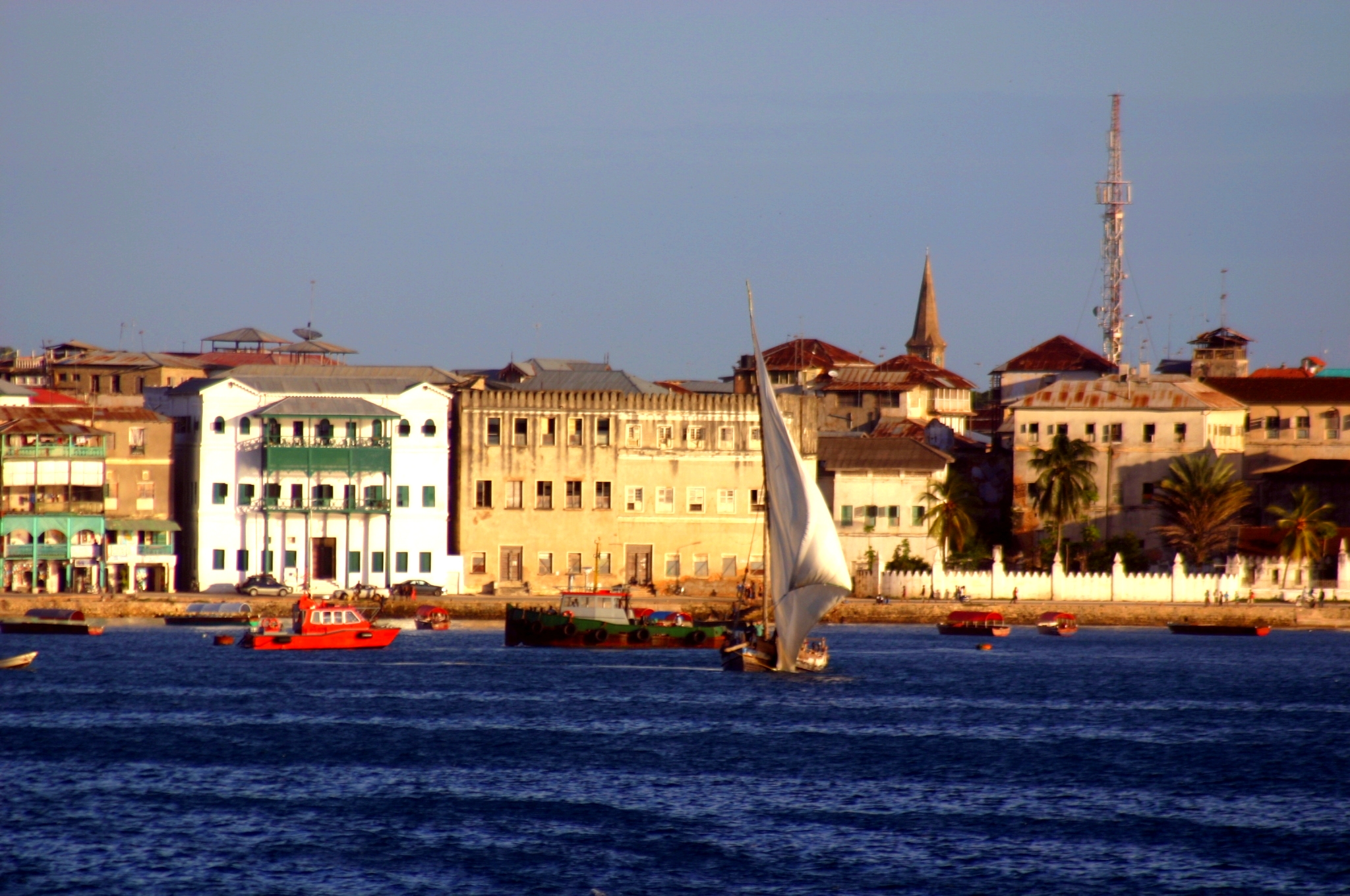
مدينة زنجبار الحجرية هي المدينة الرئيسية في أرخبيل زنجبار

اليوم، تعد زنجبار منطقة شبه مستقلة في تنزانيا تتكون من أرخبيل زنجبار. يقع الأرخبيل على بعد 25-50 كيلومترًا (16-31 ميلًا) من البر الرئيسي. مدخولها الاقتصادي الرئيسي يأتي من السياحة وإنتاج التوابل مثل القرنفل وجوز الطيب والقرفة والفلفل الأسود وأشجار نخيل الرافية. في عام 1698، أصبحت زنجبار جزءًا من الإمبراطورية العمانية بعد أن هزم السلطان سيف بن سلطان اليعربي البرتغاليين في مومباسا. في عام 1832، نقل سلطان عمان عاصمته من مسقط إلى مدينة زنجبار الحجرية، المدينة الرئيسية في أرخبيل زنجبار. شجع على  إنشاء مزارع القرنفل بالإضافة إلى توطين التجار الهنود. حتى عام 1890، سيطر سلاطين زنجبار على جزء من ساحل السواحلي المعروف باسم ساحل الزنج والذي شمل مومباسا ودار السلام. في نهاية القرن التاسع عشر، ضمت الإمبراطوريتان البريطانية والألمانية زنجبار إلى مناطق نفوذهما.

## الثقافة

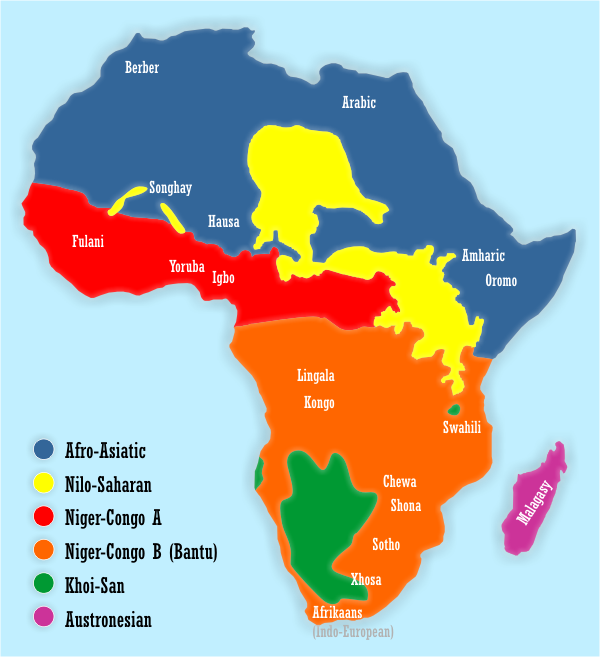
اللغة السواحلية تندرج ضمن عائلة اللغات البانتو (بالبرتقالية)

كانت ثقافة ساحل السواحلي تتميز بخصائص فريدة ناشئة عن تنوع مؤسسيها. كان ساحل السواحلي في الأساس حضارة حضرية تدور حول الأنشطة التجارية. كان عدد قليل من الأفراد في ساحل السواحلي أثرياء ويشكلون النخبة والطبقة الحاكمة. لعبت هذه العائلات النخبوية دورًا فعالاً في تشكيل الحياة الحضرية السواحلية من خلال تأسيس سلالة مسلمة واعتناق الإسلام وتمويل المساجد في المنطقة وتحفيز التجارة وتحشيم النساء. كانت غالبية الناس في ساحل السواحلي أقل ثراءً وانخرطوا في وظائف مثل الكتبة والصناع والبحارة والحرفيين. الثقافة السواحلية إسلامية في الغالب من حيث الدين. أظهرت السجلات الأثرية أن المساجد في المدن السواحلية بُنيت في وقت مبكر من القرن الثامن الميلادي. كما أُكتشفت مقابر إسلامية من نفس الفترة. على الرغم من كونها إسلامية في الغالب، كانت الثقافة الإفريقية لها تأثير بشكل واضح ويتضح ذلك من اللغة السواحلية المستخدمة. كانت هذه اللغة إفريقية إلى حد كبير وتتميز بالعديد من الكلمات العربية والفارسية. بغض النظر عن وضعهم الاقتصادي، كان السواحليون يُميزون بوضوح بينهم وبين الناس من داخل القارة الذين اعتبروهم غير مثقفين. بالنسبة للنخبة، كان هذا التمييز مهمًا في بيع الأفارقة من المجتمعات غير المسلمة المجاورة كعبيد. تعد الأسماك والرخويات شائعة في طعام ساحل السواحيلي بسبب قربهم واعتمادهم على الساحل. بالإضافة إلى ذلك، غالبًا ما يستخدم جوز الهند والعديد من التوابل المختلفة وكذلك الفواكه الاستوائية. يمكن رؤية التأثير العربي في أكواب  (الفناجين) القهوة الصغيرة المتوفرة في المنطقة والحلوى. يُرى التأثير العربي أيضًا في اللغة السواحلية والهندسة المعمارية وتصميم القوارب بما في ذلك الطعام كما ذكرنا سابقًا.

### اللغة
اللغة السواحلية هي لغة مشتركة في شرق إفريقيا واللغة الوطنية في كينيا وتنزانيا بالإضافة إلى كونها إحدى لغات الاتحاد الإفريقي. تختلف تقديرات عدد المتحدثين بها بشكل كبير ولكنها عادًة ما تتراوح  بين 50 و80 و100 مليون شخص. اللغة السواحلية هي لغة ذات جذور بانتوية ذات تأثير كبير من اللغة العربية حيث تنحدر كلمة "السواحلية" نفسها من الكلمة العربية "ساحل"، وتعني "السواحلية" "شعب الساحل". يعتقد البعض أن اللغة السواحلية هي لغة بانتوية بالكامل مع وجود عدد قليل فقط من الكلمات العربية المستعارة، بينما يقترح البعض الآخر أن البانتوية والعربية اختلطتا لتكوين اللغة السواحلية. وقد افترض البعض أن اختلاط اللغات كان سهلاً من خلال التزاوج بين السكان الأصليين والعرب بالإضافة إلى التفاعلات العامة. على الأرجح، كانت اللغة السواحلية موجودة في شكل ما قبل الاتصال العربي ولكنها تأثرت بشدة بعد ذلك بالعربية. بناء الجملة السواحلية مشابه جدًا لقواعد لغات البانتو الأخرى، فمثلها مثل لغات البانتو الأخرى، تحتوي السواحلية على خمسة أحرف متحركة (a,e,i,o,u).

### الدين

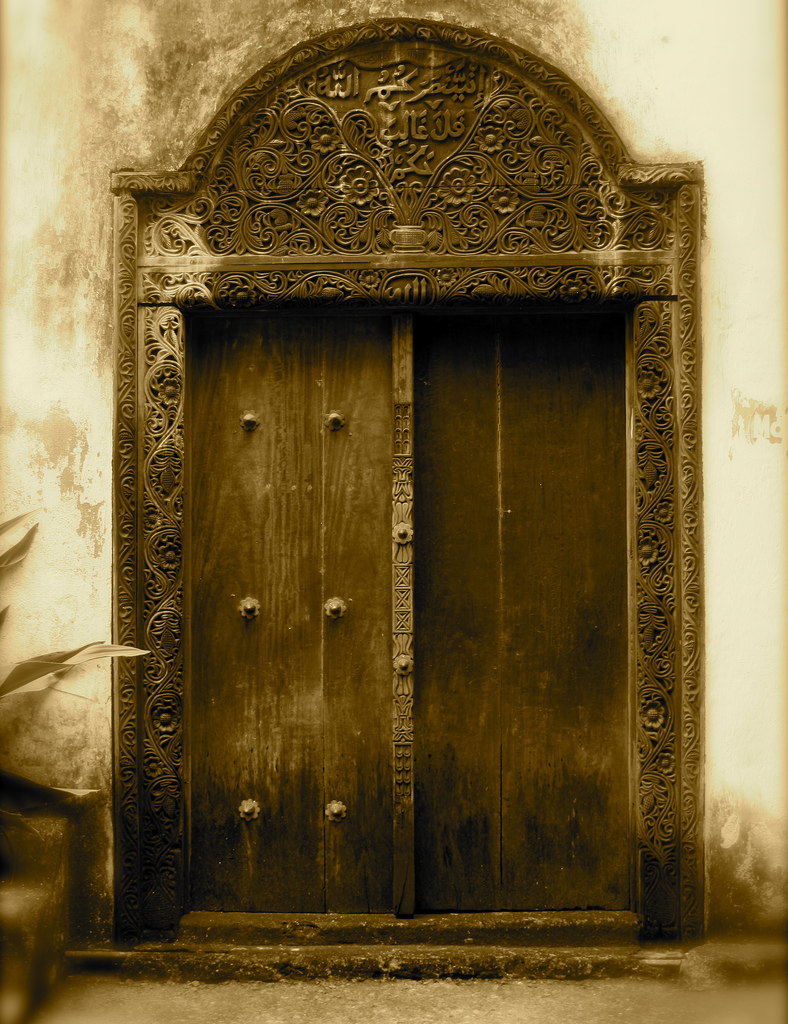
غالبًا ما تُزيين المنازل بإطارات أبواب منقوشة

الدين الأساسي لساحل السواحلي هو الإسلام. في البداية، ربما استقر المسلمون غير التقليديين الفارين من الاضطهاد في أوطانهم في المنطقة، ولكن من المرجح أن الدين الإسلامي ترسخ من خلال التجار العرب. غالبية المسلمين على ساحل السواحلي من أهل السنة والجماعة، لكن هناك العديد من الناس يُمارسون التقاليد غير الإسلامية. على سبيل المثال، تُسترضا الأرواح التي تجلب المرض والبؤس ودفن الناس مع أشياء ثمينة. بالإضافة إلى ذلك، يُسمح لمعلمي الإسلام بأن يصبحوا رجال طب؛ حيث أن وجود رجال طب هي ممارسة انتقلت من الديانات القبلية المحلية. يرتدي الرجال تمائم واقية بآيات قرآنية. قال المؤرخ ب. كورتيس عن الإسلام وساحل السواحلي، "أصبح الدين الإسلامي في النهاية أحد العناصر المركزية للهوية السواحلية".

### العمارة
أقدم المساجد المعروفة على ساحل السواحلي بُنيت من الخشب ويعود تاريخها إلى القرن التاسع الميلادي. عادةً ما تكون المساجد السواحلية أصغر من أي مساجد أخرى  في العالم الإسلامي ولديها القليل من الزخارف. بالإضافة إلى ذلك، لا تحتوي عادةً على مآذن أو ساحات داخلية. عادةً ما كانت المساكن المنزلية مبنية من طوب لبن وكانت في الغالب من طابق واحد. غالبًا ما كانت تحتوي على غرفتين طويلتين وضيقتين. غالبًا ما تُزيين المساكن بإطارات أبواب منقوشة وشبكات نوافذ. تحتوي المنازل الأكبر حجمًا أحيانًا على حدائق وبساتين. بُنيت المنازل بالقرب من بعضها البعض مما أدى تكوين شوارع ضيقة ومتعرجة.